# Jacques Sourmail
Jacques Sourmail (né en 1953) est un mathématicien et occultiste français, il développe à partir de la fin des années 1990, le concept de « politique ésotérique », mélange d'histoire, de sociologie et de sciences politiques classiques à des expériences et des interprétations relevant de l'ésotérisme, de la méditation ou du yoga.

## Influences
La lecture de ses œuvres fait penser que Jacques Sourmail est influencé par Alice Bailey[réf. nécessaire] et par une approche maçonnique de l'action. Il a créé le « G7 ésotérique », association de grandes traditions ésotériques de divers pays.

## Publications
- Initiation à la politique ésotérique, tome 1 : Le monde islamique, La Russie (2002, réédition et compléments 2004)
- Initiation à la politique ésotérique, tome 2 : La Chine, John Kennedy, Notre époque (2002, réédition et compléments 2004)
- Initiation à la politique ésotérique, tome 3 : Rendez-vous avec l'Inde (2005)
- Japon. Une histoire secrète, Paris, Éditions Auréas-Éditions de Tournemire (2007)
- Allemagne. Une histoire secrète, Paris, Éditions Auréas-Éditions de Tournemire (2012)
- Les Brumes d'Albérich - Science-fiction - Mon Petit Editeur (2015)